# Nebunia capetelor
Nebunia capetelor este un film românesc din 1997 regizat de Thomas Ciulei. Rolurile principale au fost interpretate de actorii Lena Constante.

## Distribuție
Distribuția filmului este alcătuită din:
- Lena Constante